# Platyspiza crassirostris
Platyspiza crassirostris là một loài chim trong họ Thraupidae.